# Midsummer (Picture Palace Music)
Midsummer, Music for sound divers & baptism ceremonies is een studioalbum van Picture Palace Music. Het album bevat muziek opgenomen in de Towend Studio, Klangwolke en OrBeat Studio te Berlijn en de Eastgate Studio in Wenen. De muziek is ritmisch ondersteunde muziek binnen het genre Berlijnse School voor elektronische muziek met af en toe tranceachtige uitstapjes. 
Bij dit album klonk PPM meer als een band, dan voorheen. Toen was het vooral Quaeschning, die het voortouw nam, hier is meer sprake van een groepsalbum.

## Musici
- Thorsten Quaeschning – synthesizers, vocoder, zang (alle tracks)
- Sacha Beator – synthesizers, percussie (1, 2, 6, 10)
- Kai Hanuschka – slagwerk (1, 4, 6)
- Djirre – gitaar (1, 2, 4, 6)
- Stephen Mortimer – gitaar (1, 2, 6)
- Vincent Nowak – slagwerk (2, 10)
- Jürgen Heidemann – effecten, zang (3, 7)

## Muziek
| Nr. | Titel                                                    | Duur  |
| --- | -------------------------------------------------------- | ----- |
| 1.  | Chill crystal zone (Beator)                              | 4:40  |
| 2.  | Midsummers’eve (Beator/ Quaeschning)                     | 6:17  |
| 3.  | Midsummer’s morning (Quaeschning/Heidemann)              | 5:41  |
| 4.  | Midsummer’s day (Quaeschning/Djirre)                     | 5:58  |
| 5.  | Seduction crossing (Quaeschning)                         | 6:43  |
| 6.  | Right of ascencion (Beator/ Quaeschning)                 | 7:35  |
| 7.  | Drowning someone’s sorrow part 1 (Quaeschning/Heidemann) | 6:48  |
| 8.  | Drowning someone’s sorrow part 2 (Quaeschning/Heidemann) | 11:15 |
| 9.  | Drowning someone’s sorrow part 3 (Quaeschning/Heidemann) | 4:35  |
| 10. | Midsummer’s night (Beator)                               | 5:48  |